# 鲍勃·布雷思韦特
鲍勃·布雷思韦特（英語：Bob Braithwaite，1925年9月28日—2015年2月26日），英国男子射击运动员。他曾代表英国参加1964年和1968年夏季奥林匹克运动会射击比赛，其中1968年奥运会获得一枚金牌。